# Noirétable
Noirétable este o comună în departamentul Loire din sud-estul Franței. În 2009 avea o populație de 1.685 de locuitori.

## Evoluția populației
| An        | 1975  | 1982  | 1990  | 1999  | 2006  | 2009  |
| --------- | ----- | ----- | ----- | ----- | ----- | ----- |
| Populație | 1.873 | 1.838 | 1.719 | 1.637 | 1.694 | 1.685 |